# Friedrich Boettcher (Journalist)
Friedrich Heinrich Wilhelm Boettcher, auch Böttcher (* 13. Februar 1842 in Mengeringhausen; † 13. Mai 1922 in Berlin) war ein deutscher nationalliberaler Journalist und Politiker.

## Leben
Friedrich Heinrich Böttcher war der Sohn von Heinrich Philipp Boettcher (* 1812) und dessen Ehefrau Johannette Friederike Caroline geborene Schluckebier. Böttcher besuchte die höhere Bürgerschule in Arolsen, ehe er am Landesgymnasium in Korbach 1861 sein Abitur machte. Danach studierte er in Berlin, Jena, Leipzig und Freiburg im Breisgau. Während seines Studiums wurde er 1862 Mitglied der Leipziger Burschenschaft Germania und 1864 Mitglied der Freiburger Burschenschaft Teutonia. Nachdem er zunächst Theologie studiert hatte, wandte er sich der Philosophie, Geschichte und den Staatswissenschaften zu. Im Jahr 1865 promovierte er mit der Schrift „Über das Wesen des Augsburger Religionsfriedens“ in Leipzig.
Danach war er kurze Zeit als Privatdozent in Leipzig tätig. Im Jahr 1867 wurde er Mitglied der Nationalliberalen Partei. Seither war er als Journalist, Autor und als Redakteur für mehrere Zeitungen mit nationalliberaler Ausrichtung in verschiedenen deutschen Städten tätig. Zwischen 1874 und 1894 war er Herausgeber der „Nationalliberalen Korrespondenz“. Diese war das offizielle Organ der nationalliberalen Partei. Nach seinem Ausscheiden lebte er als freier Autor in Berlin.
Dem Zentralvorstand der nationalliberalen Partei gehörte er mit einigen Unterbrechungen von 1881 bis 1911 an. Zwischen 1876 und 1895 war er Mitglied des Reichstages. Er vertrat den Reichstagswahlkreis Waldeck-Pyrmont.
Nach der Novemberrevolution schloss er sich der DVP an und kandidierte für diese bei der Wahl zur Verfassungsgebenden Waldeck-Pyrmonter Landesvertretung auf Platz 2 der DVP-Liste. Da die DVP nur ein Mandat erhielt, wurde lediglich der Spitzenkandidat Oskar Varnhagen gewählt.
1903 wurde er zum Ehrenbürger von Mengeringhausen ernannt. Der Dirigent Fritz Busch war sein Schwiegersohn.
Der Nachlass Böttchers befindet sich im Archiv des Liberalismus der Friedrich-Naumann-Stiftung für die Freiheit in Gummersbach.

## Schriften
- Das Staatsrecht des Fürstentums Waldeck. In: Handbuch des öffentlichen Rechts. Freiburg 1884.
- Eduard Stephani. Ein Beitrag zur Geschichte der nationalliberalen Partei. Leipzig 1887.
- Ora et labora. Roman. Leipzig 1889.
- Rede zum Parteitag der Nationalliberalen Partei in der Provinz Sachsen in Halle am 1. Dezember 1889. Berlin 1889.
- Zur politischen Lage. Die Invaliditäts- und Altersversicherung. Reden der Reichstagsabgeordneten Boettcher und Duvigneau in der ordentlichen Generalversammlung des Nationalliberalen Vereins für das Königreich Sachsen den 19. Mai 1889 zu Dresden. Berlin 1889.
- Harald Mischnick, Jürgen Frölich: Wider Sozialdemokratie und Großblock. Unveröffentlichte Artikel zur Innenpolitik 1909–1913 aus dem Nachlaß von Friedrich Böttcher. In: Jahrbuch zur Liberalismus-Forschung. 4 (1992), S. 33–84.